# Marvell Wynne (Baseballspieler)
Marvell Wynne I (* 17. Dezember 1959 in Chicago, Illinois) ist ein ehemaliger US-amerikanischer Baseballspieler in der Major League Baseball (MLB).
Der Outfielder#Center Fielder begann seine Profikarriere in der MLB 1983 bei den Pittsburgh Pirates, 1986 wechselte er zu den San Diego Padres, von 1989 bis 1990 spielte er bei den Chicago Cubs. Anschließend spielte er noch ein Jahr für den japanischen Klub Hanshin Tigers in der Central League.
Wynne gewann 1989 mit den Cubs den Titel der Eastern Division, verlor aber gegen die San Francisco Giants in der National League Championship Series. Seine persönlich beste Saison hatte er 1984, als er in sämtlichen Statistiken seinen persönlichen Rekord aufstellte.
Sein Sohn Marvell Wynne II wurde Profifußballer.